# Cerotto contraccettivo

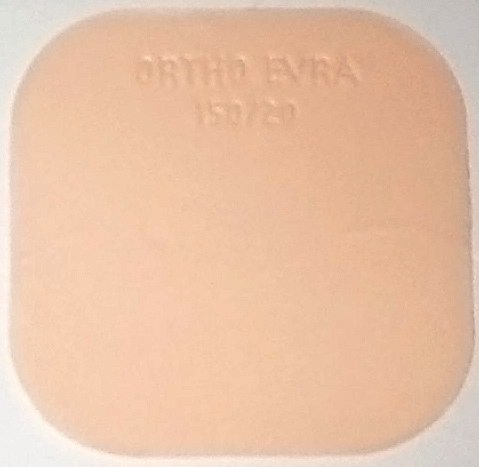
Un cerotto contraccettivo del marchio OrthoEvra

Il cerotto contraccettivo o cerotto transdermico è un metodo contraccettivo rivolto alle donne, consistente in un cerotto adesivo che contiene un insieme di farmaci, da applicare sulla cute del corpo.

## Funzionamento
Questo metodo contraccettivo non risente delle condizioni che alterano l'assorbimento gastrointestinale, pertanto è consigliato in caso di intolleranze alimentari, frequenti episodi di vomito e diarrea, disturbi del comportamento alimentare, uso di lassativi e sindrome dell'intestino irritabile.
Funzionamento:
- sopprime l'ovulazione;
- ispessisce la mucosa cervicale, rendendo così difficoltoso il passaggio degli spermatozoi attraverso la cervice;
- rende l'endometrio inadatto alle gravidanze, impedendo che l'ovulo – nel caso venga eventualmente fecondato – possa impiantarvisi.

## Farmacocinetica
Gli ormoni (estrogeni e progestinici) contenuti nella parte del cerotto che entra in contatto con la pelle, vengono gradualmente liberati affinché possano entrare direttamente nel circolo sanguigno della donna, senza transitare per l'apparato digerente.

## Applicazione
Il metodo contraccettivo consiste nell'applicazione di un sottile cerotto flessibile su precise parti del corpo, come l'addome, le natiche, sulla parte alta della schiena, o sull'esterno della parte alta del braccio, e mai sul seno.
Una volta applicato viene tenuto in sede per sette giorni, durante i quali rilascia ormoni quali estrogeni e un progestinico sintetico attraverso la pelle nella circolazione sanguigna per prevenire la gravidanza.
L'applicazione va ripetuta per tre settimane consecutive, cambiando il cerotto una volta a settimana, mentre per la quarta settimana se ne sospende l'utilizzo, e in questo periodo di tempo avviene la mestruazione.

## Efficacia
Da alcuni studi, randomizzati e in doppio cieco, condotti su campioni di donne di età compresa fra i 15 e i 45 anni, il metodo ha registrato un'efficacia del 99%, se usato correttamente. Studi specifici dimostrano inoltre che il cerotto contraccettivo non influisce sul peso corporeo e non altera la quantità d'acqua presente nel corpo, mantiene costante la densità ossea, e la pressione arteriosa.